# Lotta Heinrich
Rieke Lotta Heinrich (* 13. April 1995 in Soltau) ist eine deutsche Handballspielerin, die bislang zehn Bundesligaspiele bestritt.

## Karriere
Heinrich begann das Handballspielen im Vorschulalter beim TSV Dorfmark. Im Jahr 2007 bildeten die Handballabteilungen vom TSV Dorfmark und der SVE Bad Fallingbostel die Spielgemeinschaft HSG Heidmark. Hier entwickelte sie sich zur niedersächsischen Landesauswahlspielerin. Als A-Jugendliche erhielt Heinrich auch schon Spielanteile in der Damenmannschaft der HSG Heidmark, die in der Oberliga Niedersachsen antrat.
Heinrich wechselte im Sommer 2014 zum Buxtehuder SV. Beim BSV lief die Rückraumspielerin anfangs für die 2. Mannschaft in der 3. Liga auf. In ihrer zweiten Spielzeit erzielte sie insgesamt 121 Treffer für die Reservemannschaft. Für die Bundesligamannschaft des BSV erzielte Heinrich in der Saison 2015/16 insgesamt neun Treffer. Im Sommer 2016 schloss sich die Rechtshänderin dem Zweitligisten Werder Bremen an.
Heinrich erzielte in ihrer ersten Zweitligasaison insgesamt 64 Treffer für Werder Bremen. In ihrer zweiten Spielzeit zog sie sich im Oktober 2017 in der Partie gegen den SV Union Halle-Neustadt einen Kreuzbandriss zu. Erst im November 2018 stand die Rechtshänderin erstmals wieder im Kader von Werder. Im Mai 2019 verlängerte sie ihren Vertrag bis 2021. In der Spielzeit 2019/20 warf sie 67 Tore. Anschließend wechselte sie in die 2. Mannschaft von Werder, die in der Oberliga antritt. In der Saison 2021/22 lief sie für den TV Oyten auf. Anschließend legte Heinrich eine Pause ein.
Heinrich schloss sich zur Saison 2024/25 dem Verbandsligisten SG Findorff an.